# L'ultimo sogno (film 2001)
L'ultimo sogno (Life as a House) è un film del 2001 diretto da Irwin Winkler.

## Trama
Sam Monroe è un ragazzo di 16 anni con i genitori divorziati da 10 anni, tossicodipendente, che vive con la madre ed il suo nuovo compagno, il quale ha nei confronti del ragazzo atteggiamenti offensivi. Il padre di Sam, George, nel frattempo tenta di recuperare i legami con il figlio durante l'estate, quando il ragazzo si trasferisce con lui. Sam si avvicina alla ragazza che vive di fronte alla casa del padre, Alyssa. Durante questi mesi George vuole buttare giù la rimessa in cui vive per costruire una vera casa, così lui ed il figlio si trasferiscono nel garage. Verso la fine di questa estate Sam perdona il padre ma all'ultimo George gli rivela di avere il cancro: a stargli vicino in punto di morte oltre che a Sam vi è sua madre, che si era rinnamorata di lui. Sam finisce la casa per suo padre, ma la regala ad una ragazza rimasta disabile da piccola a causa del padre di George - cioè suo nonno - che, ubriaco, la investì con la macchina, uccidendo anche sua madre.

## Riconoscimenti
- 2002 - Golden Globe
  - Nomination Miglior attore non protagonista a Hayden Christensen
- 2002 - Screen Actors Guild Awards
  - Nomination Miglior attore protagonista a Kevin Kline
  - Nomination Miglior attore non protagonista a Hayden Christensen
- 2001 - National Board of Review Awards
  - Miglior performance rivelazione maschile a Hayden Christensen
- 2002 - Casting Society of America
  - Nomination Miglior casting a Sarah Finn e Randi Hiller
- 2002 - Online Film Critics Society Awards
  - Nomination Miglior performance rivelazione maschile a Hayden Christensen
- 2001 - Aspen Filmfest
  - Premio del Pubblico a Irwin Winkler
- 2002 - Dallas-Fort Worth Film Critics Association Awards
  - Nomination Miglior attore non protagonista a Hayden Christensen
- 2002 - Hollywood Makeup Artist and Hair Stylist Guild Awards
  - Nomination Miglior trucco a Christina Smith, Bonita DeHaven e Tammy Ashmore